# Хан, Зарине
Зарине Хан (хинди ज़रीन खान; род. 14 мая 1987 года, Бомбей, Индия) — индийская актриса и модель.

## Биография
Зарине родилась в мусульманской семье в городе Бомбее, но в детстве некоторое время жила в Великобритании. Получила среднее образование в научном колледже Ризви.
Изначально она хотела стать врачом, но после того как посетила съёмочную площадку фильма «Наследники», решила стать актрисой. Салман Хан заметил её и пригласил на главную женскую роль в фильме «Вир — герой народа», ради которой она набрала 8 килограмм лишнего веса. Однако фильм провалился в прокате, а её роль получила смешанную оценку критиков, назвавших её игру «невпечатляющей». Через год для исправления ситуации в её карьере, она станцевала в номере «Character Dheela» в фильме «Помощник», пародируя в нём персонажей из фильмов «Великий Могол», «Месть и закон» и «Господин 420».
В 2012 году вышел фильм «Полный дом 2», в котором она сыграла ДжейЛо, фотомодель влюбившуюся в сына миллионера. Картина стала её первым коммерческим хитом и получила положительную оценку критиков.
В 2013 году состоялся её дебют в тамильском кинематографе в item-номере «Maglove» для приключенческого фильма Naan Rajavaga Pogiren, хотя ещё до этого она должна была появиться вместе с актёром Викрамом в фильме Karikalan, но тот был отложен на неопределённый срок из-за проблем в производстве.
В 2014 году актриса снялась в паре с Гиппи Гревал в фильме на панджаби Jatt James Bond, который имел коммерческий успех, получил положительную оценку критиков и принёс ей награду за женский дебют на местной премии PTC Punjabi Film Awards.
В том же году вышел фильм Hate Story 3, который имел коммерческий успех и стал вторым хитом в её карьере. А она также дала согласие на участие в The Legend of Michael Mishra и безымянном фильме на телугу, однако впоследствии вышла из обоих по неизвестным причинам. В первом её заменила Адити Рао Хидари, а телугуязычный проект отложили на неопределённый срок.
В 2016 году она не выступала как актриса, но появилась как танцовщица в item-номерах «Khallas» для фильма «Вираппан» и «Mahi Ve» для фильма Wajah Tum Ho. В 2017 году с её участием вышел фильм Aksar 2, получивший негативную оценку критиков. В начале 2018 года она появилась на экранах в главной роли в фильме «1921», являющийся спин-оффом триллера «1920».

## Фильмография
| Год  |   | Русское название   | Оригинальное название        | Роль                                     |
| ---- | - | ------------------ | ---------------------------- | ---------------------------------------- |
| 2010 | ф | Вир — герой народа | Veer                         | Яшодхара                                 |
| 2011 | ф | Помощник           | Ready                        | Кхуши в песне «Character Dheela»         |
| 2012 | ф | Полный дом 2       | Housefull 2                  | Джей Ло                                  |
| 2013 | ф |                    | Naan Rajavaga Pogiren (там.) | танцовщица в песне «Malgove»             |
| 2014 | ф |                    | Jatt James Bond (пандж.)     | Лалли                                    |
| 2014 | ф |                    | DOA: Death of Amar           | журналистка                              |
| 2015 | ф |                    | Hate Story 3                 | Сия Диван                                |
| 2016 | ф |                    | Veerappan                    | танцовщица из джунглей в песне «Khallas» |
| 2016 | ф |                    | Wajah Tum Ho                 | танцовщица в песне «Mahi Ve»             |
| 2017 | ф |                    | Aksar 2                      | Шина                                     |
| 2018 | ф | 1921               | 1921                         | Роуз                                     |
| 2019 | ф |                    | Chanakya (тел.)              | Agent Zubeda                             |
| 2019 | ф |                    | Daaka                        |                                          |
| 2020 | ф |                    | Hum Bhi Akele Tum Bhi Akele  |                                          |